# 마리안 골드
마리안 골드(독일어: Marian Gold, 1954년 5월 26일 ~ )는 독일의 싱어송라이터로, 신스팝 밴드 알파빌의 보컬이다.